# FK Zeta
FK Zeta (Montenegrijns: Фудбалски клуб Зета/Fudbalski klub Zeta) is een Montenegrijnse voetbalclub uit Golubovci, een deel van de hoofdstad Podgorica.

## Geschiedenis
De club werd in 1927 opgericht als FK Danica en veranderd in 1945 de naam in FK Napredak, de huidige naam werd in 1955 aangenomen. Van aan het einde van de Tweede Wereldoorlog tot 1962 speelde de club in de lokale competitie van Titograd (Podgorica), dan promoveerde de club naar de Montenegrijnse hoogste klasse, in die tijd een lagere reeks in de Joegoslavische competitie. De club speelde tot 1996 op dit niveau toen promotie werd afgedwongen naar de 2de klasse. Datzelfde jaar werd de club overgenomen door zakenman Radojica "Rajo" Božović die nog steeds aan het roer staat. In 2000 promoveerde de club eindelijk naar de hoogste klasse van Joegoslavië.
De club kon goed standhouden in de hoogste klasse en werd in 2005 derde achter grootmachten Rode Ster Belgrado en Partizan Belgrado. In 2006 werd Montenegro onafhankelijk, waardoor Zeta dus in de nieuwe "eigen" competitie aantrad met minder concurrentie van de Servische clubs. Enkel Buducnost Podgorica was een club die vaak in de hoogste klasse speelde.
Zeta werd de eerste landskampioen van Montenegro en in 2008 eindigde de club op gelijke hoogte met Buducnost maar moest de titel voorbij laten gaan vanwege onderlinge confrontaties die in het voordeel van Buducnost speelden.

## Rangschikkingen Joegoslavië/Servië en Montenegro
2000/01 - 13e
2001/02 - 5e
2002/03 - 8e
2003/04 - 11e
2004/05 - 3e
2005/06 - 5e

## Erelijst
- Montenegrijns landskampioen

2007

## Eindklasseringen
| Seizoen              | №                    | Clubs                | Divisie              | WG                   | W                    | G                    | V                    | Saldo                | Punten               | Tsch                 |
| Servië en Montenegro | Servië en Montenegro | Servië en Montenegro | Servië en Montenegro | Servië en Montenegro | Servië en Montenegro | Servië en Montenegro | Servië en Montenegro | Servië en Montenegro | Servië en Montenegro | Servië en Montenegro |
| -------------------- | -------------------- | -------------------- | -------------------- | -------------------- | -------------------- | -------------------- | -------------------- | -------------------- | -------------------- | -------------------- |
| 2003                 | 8                    | 16                   | Meridian Superliga   | 30                   | 15                   | 6                    | 13                   | 51–43                | 51                   | 1.112                |
| 2004                 | 11                   | 16                   | Meridian Superliga   | 30                   | 10                   | 6                    | 14                   | 38–41                | 36                   | 1.207                |
| 2005                 | 3                    | 16                   | Meridian Superliga   | 30                   | 18                   | 5                    | 7                    | 52–30                | 59                   | 1.667                |
| 2006                 | 5                    | 16                   | Meridian Superliga   | 30                   | 14                   | 5                    | 11                   | 42–36                | 47                   | 1.467                |
| Montenegro           |                      |                      |                      |                      |                      |                      |                      |                      |                      |                      |
| 2007                 |                      | 12                   | Prva Crnogorska Liga | 33                   | 25                   | 4                    | 4                    | 65–18                | 78                   | 706                  |
| 2008                 | 2                    | 12                   | Prva Crnogorska Liga | 33                   | 19                   | 9                    | 5                    | 56–28                | 66                   | 1.006                |
| 2009                 | 5                    | 12                   | Prva Crnogorska Liga | 33                   | 13                   | 7                    | 13                   | 36–42                | 46                   | ??                   |
| 2010                 | 4                    | 12                   | Prva Crnogorska Liga | 33                   | 17                   | 6                    | 10                   | 43–33                | 57                   | 800                  |
| 2011                 | 4                    | 12                   | Prva Crnogorska Liga | 33                   | 12                   | 13                   | 8                    | 36–29                | 49                   | 738                  |
| 2012                 | 3                    | 12                   | Prva Crnogorska Liga | 33                   | 17                   | 9                    | 7                    | 55–40                | 60                   | 494                  |
| 2013                 | 8                    | 12                   | Prva Crnogorska Liga | 33                   | 8                    | 13                   | 12                   | 43–45                | 37                   | 538                  |
| 2014                 | 8                    | 12                   | Prva Crnogorska Liga | 33                   | 12                   | 4                    | 17                   | 39–57                | 40                   | 534                  |
| 2015                 | 9                    | 12                   | Prva Crnogorska Liga | 33                   | 11                   | 7                    | 15                   | 48–44                | 40                   | 472                  |
| 2016                 | 8                    | 12                   | Prva Crnogorska Liga | 33                   | 10                   | 8                    | 15                   | 37–42                | 38                   | 563                  |
| 2017                 | 2                    | 12                   | Prva Crnogorska Liga | 33                   | 19                   | 6                    | 8                    | 38-17                | 57                   | 716                  |
| 2018                 | 5                    | 10                   | Prva Crnogorska Liga | 36                   | 12                   | 13                   | 11                   | 40-35                | 49                   | 614                  |
| 2019                 | 3                    | 10                   | Prva Crnogorska Liga | 36                   | 16                   | 13                   | 7                    | 36-21                | 61                   | 448                  |

## In Europa
FK Zeta speelt sinds 2005 in diverse Europese competities. Hieronder staan de competities en in welke seizoenen de club deelnam:
- Champions League (1x)

2007/08
- Europa League (6x)

2010/11, 2011/12, 2012/13, 2017/18, 2019/20, 2020/21
- UEFA Cup (2x)

2005/06, 2008/09 (2x)
- Intertoto Cup (1x)

2006

## Bekende (oud-)spelers
De navolgende voetballers kwamen als speler van FK Zeta uit voor een vertegenwoordigend Europees A-elftal. Tot op heden is Nenad Brnović degene met de meeste interlands achter zijn naam. Hij kwam als speler van FK Zeta in totaal 15 keer uit voor het voetbalelftal van Servië en Montenegro.
| Naam             | Van        | Tot        | Totaal | Nationaal elftal     |
| ---------------- | ---------- | ---------- | ------ | -------------------- |
| Janko Tumbasević | 24.03.2007 | 22.08.2007 | 4      | Montenegro           |
| Nikola Trajković | 09.02.2005 | 08.06.2005 | 2      | Servië en Montenegro |
| Bojan Brnović    | 17.04.2002 | 08.05.2002 | 2      | Joegoslavië          |
| Nenad Brnović    | 17.04.2002 | 31.03.2004 | 12     | Servië en Montenegro |

FK Arsenal Tivat ·
Budućnost · 
Dečić ·
FK Jedinstvo Bijelo Polje ·
Jezero · 
Mladost DG ·
Mornar Bar ·
Petrovac · 
Rudar · 
Sutjeska ·